# جام چنل وان ۲۰۰۶
جام چنل وان ۲۰۰۶ اولین دوره از جام چنل وان بود که در سال ۲۰۰۶ در تل آویو، اسرائیل برگزار شد. ۴ تیم در این مسابقات شرکت کردند که قهرمان و نایب قهرمان دو لیگ برتر اوکراین و روسیه بودند. هرتیم ۲ بازی انجام داد که مقابل دوتیم کشور حریف بود؛ تیم‌های هموطن با یکدیگر بازی نکردند.

## بازی‌ها
| تیم           | بازی | ب | م | ش | گ‌ز | گ‌خ | ت  | ام |
| ------------- | ---- | - | - | - | -- | -- | -- | -- |
| شاختار دونتسک | ۲    | ۲ | ۰ | ۰ | ۵  | ۲  | ۳  | ۶  |
| دینامو کی‌یف   | ۲    | ۰ | ۲ | ۰ | ۲  | ۲  | ۰  | ۲  |
| اسپارتاک مسکو | ۲    | ۰ | ۱ | ۱ | ۲  | ۳  | -۱ | ۱  |
| زسکا مسکو     | ۲    | ۰ | ۱ | ۱ | ۲  | ۴  | -۲ | ۱  |

| تیم ۱         | نتیجه | تیم ۲         |
| ------------- | ----- | ------------- |
| زسکا مسکو     | ۱–۳   | شاختار دونتسک |
| اسپارتاک مسکو | ۱–۱   | دینامو کی‌یف   |
| اسپارتاک مسکو | ۱–۲   | شاختار دونتسک |
| زسکا مسکو     | ۱–۱   | دینامو کی‌یف   |